# جدول مدال‌های المپیک زمستانی ۱۹۳۲
جدول مدال بازی‌های المپیک زمستانی ۱۹۳۲ فهرستی از مدال‌های کسب شده توسط ورزشکاران است که در طول برگزاری بازی‌های المپیک زمستانی سال ۱۹۳۲ میلادی که در نیویورک ایالات متحده آمریکا برگزار شد.

## جدول مدال‌ها
رتبه‌بندی این جدول توسط کمیته بین‌المللی المپیک (ioc) اعلام شده است.
      کشور میزبان (ایالات متحده آمریکا)
| رتبه                            | کشور                            | طلا | نقره | برنز | مجموع |
| 1                               | ایالات متحده آمریکا (USA)       | ۶   | ۴    | ۲    | ۱۲    |
| ۲                               | نروژ (NOR)                      | ۳   | ۴    | ۳    | ۱۰    |
| ۳                               | سوئد (SWE)                      | ۱   | ۲    | ۰    | ۳     |
| ۴                               | کانادا (CAN)                    | ۱   | ۱    | ۵    | ۷     |
| ۵                               | فنلاند (FIN)                    | ۱   | ۱    | ۱    | ۳     |
| ۶                               | اتریش (AUT)                     | ۱   | ۱    | ۰    | ۲     |
| ۷                               | فرانسه (FRA)                    | ۱   | ۰    | ۰    | ۱     |
| ۸                               | سوئیس (SUI)                     | ۰   | ۱    | ۰    | ۱     |
| ۹                               | آلمان (GER)                     | ۰   | ۰    | ۲    | ۲     |
| ۱۰                              | مجارستان (HUN)                  | ۰   | ۰    | ۱    | ۱     |
| مجموع (۱۰ بر اساس کمیته المپیک) | مجموع (۱۰ بر اساس کمیته المپیک) | ۱۴  | ۱۴   | ۱۴   | ۴۲    |